# 伊利莎伯山
伊利莎伯山是南極洲的山峰，屬於亞歷山德拉皇后山脈的一部分，海拔高度4,480米。2013年1月23日，一架載有三名加拿大人的雪地飛機撞向該座山峰。

## 外部連結
- "Mount Elizabeth, Antarctica" on Peakbagger（页面存档备份，存于）